# Convenció d'Åland
La convenció d'Åland fa referència a dues convencions sobre la desmilitarització i neutralització de les illes Åland.
- La convenció d'Åland de 1856 es va signar el 30 de març de 1856, després de la derrota russa a la guerra de Crimea contra el Regne Unit i França després de la guerra d'Åland. Rússia va acordar no militaritzar les illes Åland, ratificant-se en el tractat de París (1856).[1] No obstant això, els russos van militaritzar les illes el 1916, un moviment que va alarmar els suecs.

- El conveni d'Åland de 1921 va ser signat el 20 d'octubre de 1921 per Suècia, Finlàndia, Alemanya, Regne Unit, França, Itàlia, Dinamarca, Polònia, Estònia i Letònia.